# 米拉马尔宫 (圣塞瓦斯蒂安)

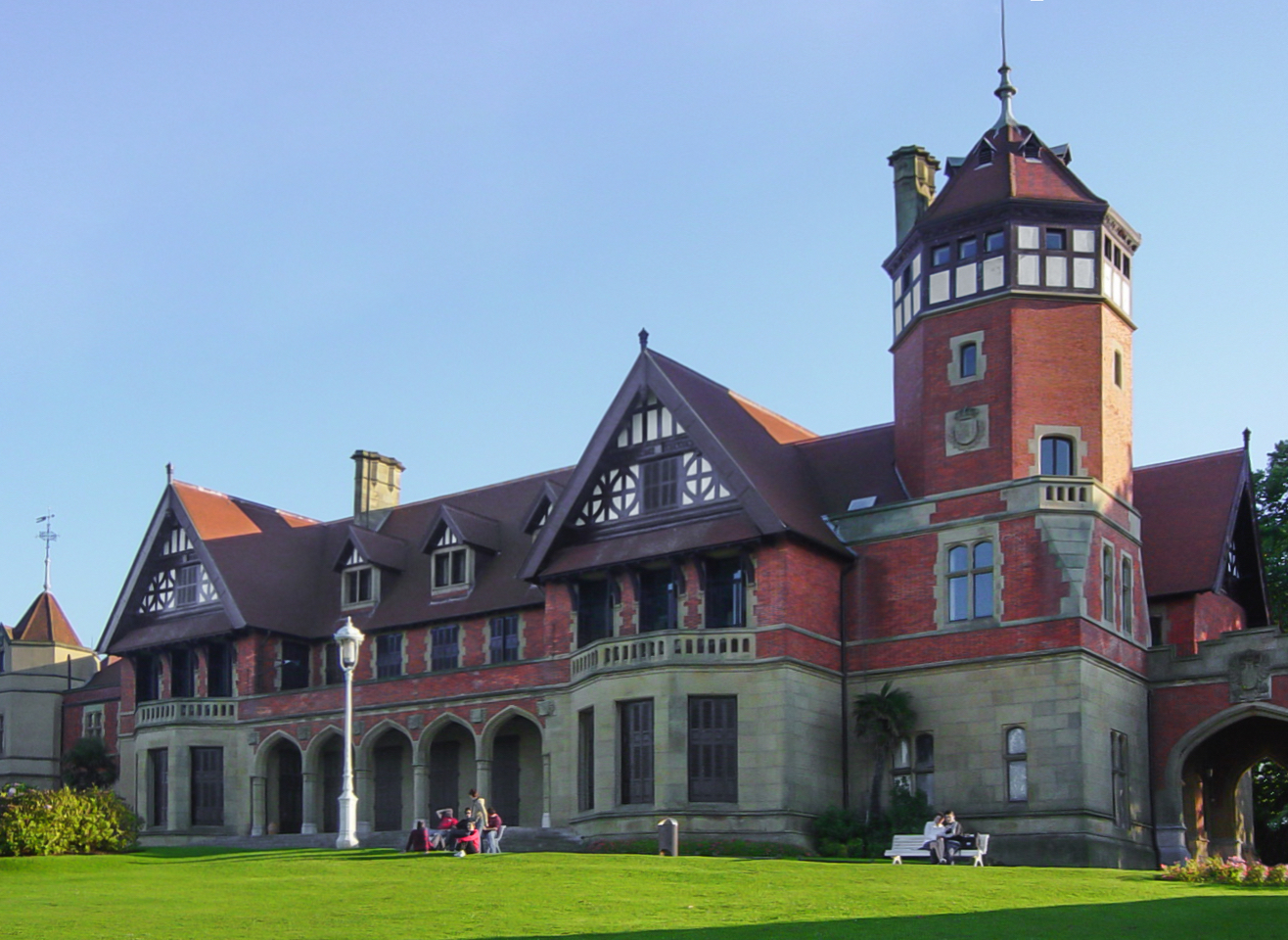
米拉马尔宫

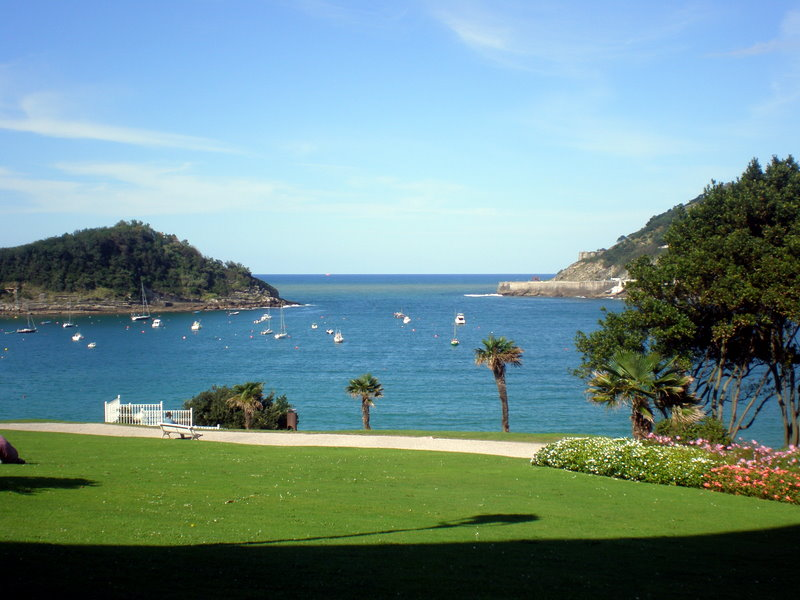
花园

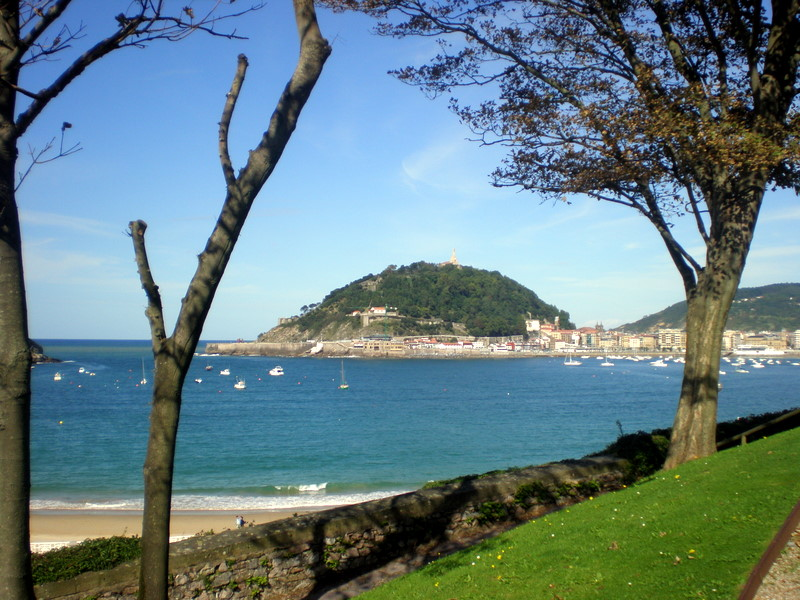
花园

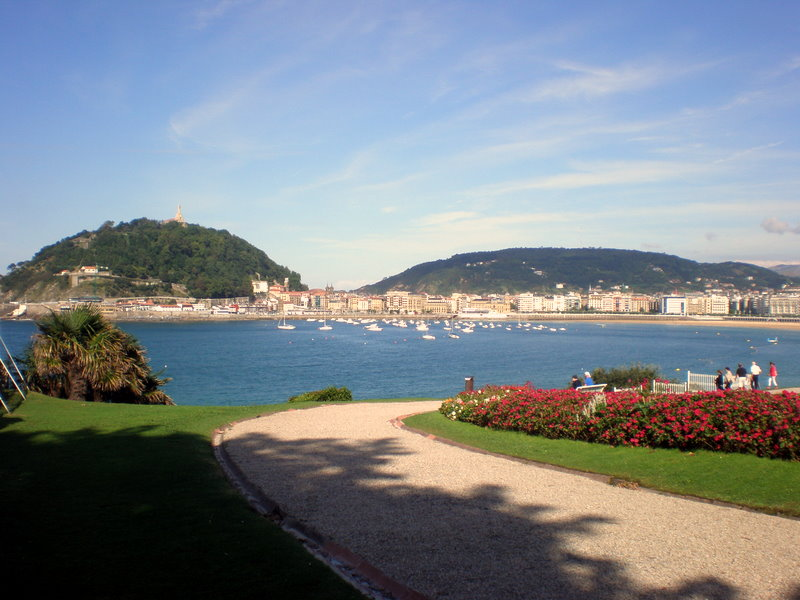
花园

43°18′52″N 1°59′55″W / 43.31456206075806°N 1.9984817504882812°W
米拉马尔宫（西班牙語：Palacio de Miramar）是西班牙圣塞瓦斯蒂安的一座英式宫殿，由西班牙王室兴建。面对贝壳湾的壮观景色。

## 历史
十九世纪中期，西班牙女王伊莎贝拉二世就开始来到该市比斯开湾的水域度过夏季，阿方索十二世去世后，他的遗孀玛丽亚·克里斯蒂娜委托英国建筑师塞尔登Wornum在1889年设计了这座建筑。1893年建成。